# Коды SGC

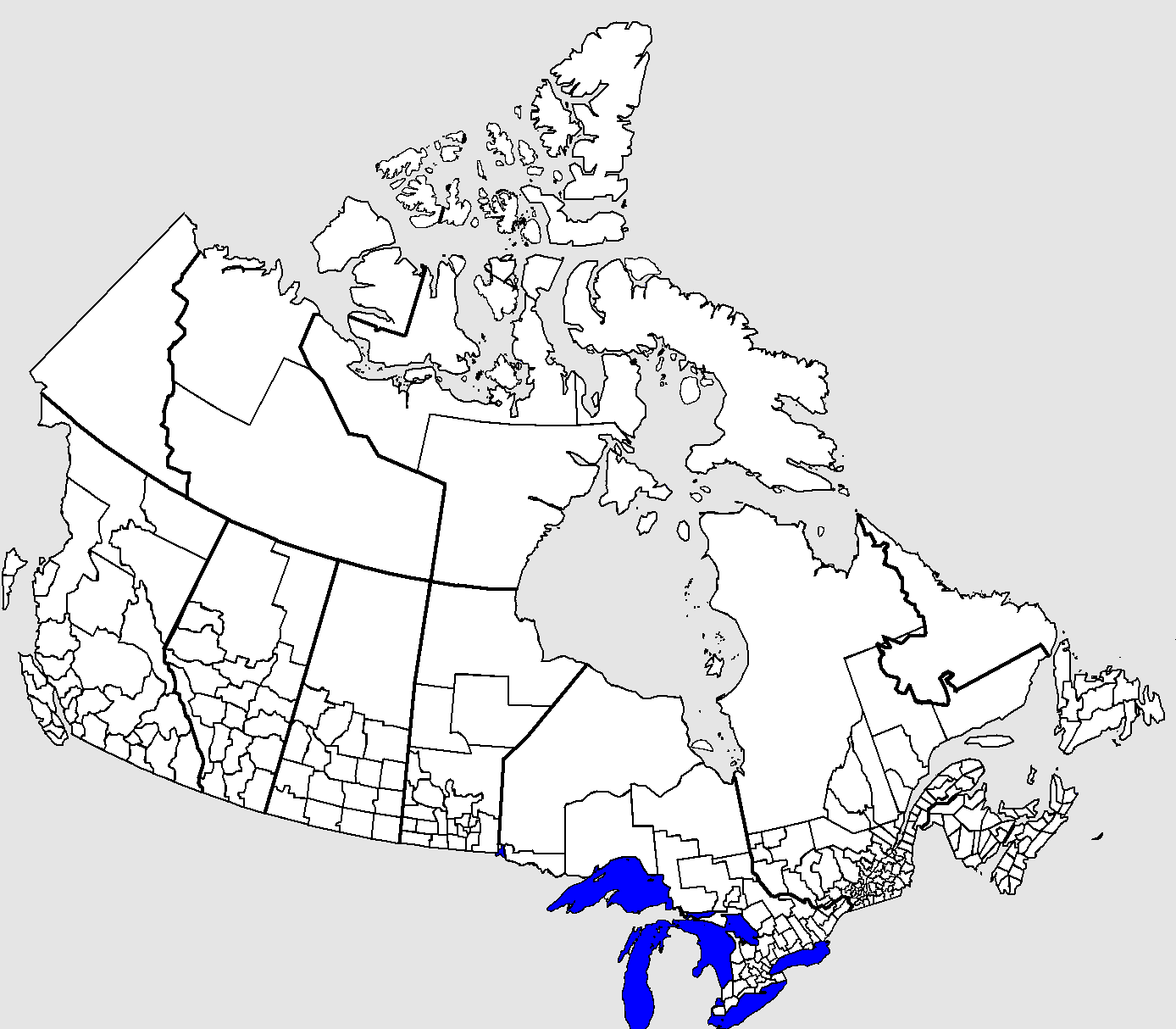
Схема районирования Канады

Коды стандартной географической классификации (англ. Standard Geographical Classification, SGC) — система геокодов, которая используется Статистической службой Канады для классификации и учёта переписных единиц Канады. Каждый географический регион Канады получает уникальный числовой код — от 1 до 10-значного, количество знаков кода зависит от уровня административно-территориального деления. Система геокодов SGC аналогична системе кодирования ONS, используемой в Великобритании.

## Коды регионов
Формат кода SGC для регионов — X, где X — уникальный идентификатор, значение которого возрастает с востока на запад, затем на север.
1. Атлантическая Канада
2. Квебек
3. Онтарио
4. Канадские Прерии
5. Британская Колумбия
6. Северная Канада.

## Коды провинций и территорий
Формат кода SGC для провинций и территорий — XY, где X — вышеуказанный уникальный идентификатор региона, а Y — дополнительный идентификатор, увеличивающийся с востока на запад. Каждое значение Y является уникальным в пределах группы провинций или группы территорий.
- 10: Ньюфаундленд и Лабрадор
- 11: Остров Принца Эдуарда
- 12: Новая Шотландия
- 13: Нью-Брансуик
- 24: Квебек
- 35: Онтарио
- 46: Манитоба
- 47: Саскачеван
- 48: Альберта
- 59: Британская Колумбия
- 60: Юкон
- 61: Северо-Западные территории
- 62: Нунавут.

## Коды переписных единиц
Формат кода SGC для переписных единиц — XX YY, где XX — вышеуказанный код провинции/территории, а YY — код переписной единицы, уникальный в пределах провинции, где он расположен. Переписные единицы обычно нумеруются с востока на запад. В некоторых местах для нумерации переписных единиц была принята процедура, аналогичная процедуре присвоения кодов в США, с чётными номерами, зарезервированными для будущего расширения.
Примеры:
- 10 04: Округ № 4, Ньюфаундленд и Лабрадор
- 10 05: Округ № 5, Ньюфаундленд и Лабрадор
- 13 08: Графство Кент, Нью-Брансуик
- 13 09: Графство Нортамберленд, Нью-Брансуик
- 13 10: Графство Йорк, Нью-Брансуик
- 24 64: Муниципалитет округа Ле Мулен, Квебек
- 24 65: Региональный муниципалитет Лаваль, Квебек
- 24 66: Муниципалитет Монреаля, Квебек
- 24 67: Графство Руссильон, Квебек
- 24 68: Муниципалитет Ле-Жарден-де-Напервиль, Квебек
- 35 07: Юнайтед Лидс и Гренвилл, Онтарио
- 35 08: [резерв]
- 35 09: Графство Ланарк, Онтарио
- 35 10: Графство Фронтенак, Онтарио
- 47 04: Округ № 4, Саскачеван
- 48 05: Округ № 5, Альберта
- 59 01: Ист-Кутеней, Британская Колумбия
- 59 02: [резерв]
- 59 03: Сентрал Кутеней, Британская Колумбия
- 59 04: [резерв]
- 59 05: Кутеней Баундери, Британская Колумбия.

## Коды подразделений переписных единиц
Формат кода SGC для территориальных образований, являющихся частями переписных единиц — XX YY ZZZ, где XX — код провинции/территории, YY — код переписной едининцы, а ZZZ — код территориального образования, уникальный в своей переписной единице. Как правило, нумерация таких территорриальных образований ведётся с востока на запад, при этом чётные номера резервируются для будущего расширения.
Примеры:
- 35 12 001: Тайендинага, Онтарио
- 35 12 002: Дезеронто, Онтарио
- 35 12 003: [резерв]
- 35 12 004: Территория могаувков Тайендинага, Онтарио
- 35 12 005: Белвилл, Онтарио
- 35 12 006: [резерв]
- 62 04 001: Саникилуак, Нунавут
- 62 04 002: [резерв]
- 62 04 003: Икалуит, Нунавут
- 62 04 004: [резерв]
- 62 04 005: Киммирут, Нунавут
- 62 04 006: [резерв].